# Żal za...
Żal za... – dziesiąty album studyjny zespołu muzycznego Pod Budą wydany w 1998 przez wytwórnię muzyczną Pomaton EMI; zawiera m.in. piosenki „Żal za Angieszką O.” i „Żal za Piotrem S.”.
Album zawiera 13 utworów skomponowanych tradycyjnie przez Andrzeja Sikorowskiego oraz Jana Hnatowicza a autorem wszystkich tekstów jest Andrzej Sikorowski. Na płycie znajdują się trzy utwory upamiętniające trzy związane z piosenkami, bliskie zespołowi, zmarłe osoby: Agnieszkę Osiecką, Bułata Okudżawę oraz Piotra Skrzyneckiego (w tym ostatnim utworze występuje gościnnie Jacek Wójcicki). Tak jak i na poprzednim albumie, na płycie Żal za... zespołowi Pod Budą towarzyszy rozległa grupa muzyków sesyjnych, m.in. Piotr Królik, Leszek Szczerba, Adam Sztaba oraz związany z grupą na stałe Jan Hnatowicz.
Nagrania uzyskały status złotej płyty.

## Muzycy
- Anna Treter – śpiew, instrumenty klawiszowe
- Andrzej Sikorowski – śpiew, gitara akustyczna, mandolina, gitara dwunastostrunowa
- Marek Tomczyk – gitara akustyczna, gitara elektryczna, gitara dobro, gitara dwunastostrunowa
- Andrzej Żurek – gitara basowa

gościnnie
- Maja Sikorowska – śpiew (8)
- Jacek Wójcicki – śpiew (10)
- Jan Hnatowicz – gitara akustyczna, gitara elektryczna, gitara dwunastostrunowa (2, 4, 5, 7, 9, 11)
- Piotr Królik – perkusja, instrumenty perkusyjne
- Leszek Szczerba – saksofony (4, 11)
- Adam Sztaba – fortepian, instrumenty klawiszowe (1, 2, 4, 7, 8, 9, 11)
- Adam Zemła – akordeon (5, 7, 12)
- Kwartet smyczkowy „Mozart” – (5, 7, 12)

## Lista utworów
| 1.  | „Moje dwie ojczyzny” (muz. i sł. Andrzej Sikorowski)               | 3:50  |
|     |                                                                    |       |
| 2.  | „Ani ust, ani sił” (muz. Jan Hnatowicz, sł. Andrzej Sikorowski)    | 4:30  |
|     |                                                                    |       |
| 3.  | „Żal za Bułatem O.” (muz. i sł. Andrzej Sikorowski)                | 3:45  |
|     |                                                                    |       |
| 4.  | „Ble, ble, ble” (muz. Jan Hnatowicz, sł. Andrzej Sikorowski)       | 4:37  |
|     |                                                                    |       |
| 5.  | „Nasz pamiętnik” (muz. Jan Hnatowicz, sł. Andrzej Sikorowski)      | 3:38  |
|     |                                                                    |       |
| 6.  | „Będzie lżej” (muz. i sł. Andrzej Sikorowski)                      | 3:27  |
|     |                                                                    |       |
| 7.  | „Żal za Angieszką O.” (muz. Jan Hnatowicz, sł. Andrzej Sikorowski) | 4:04  |
|     |                                                                    |       |
| 8.  | „Jeszcze tyle nie wiem” (muz. i sł. Andrzej Sikorowski)            | 3:59  |
|     |                                                                    |       |
| 9.  | „Nasze podróże” (muz. Jan Hnatowicz, sł. Andrzej Sikorowski)       | 3:48  |
|     |                                                                    |       |
| 10. | „Żal za Piotrem S.” (muz. i sł. Andrzej Sikorowski)                | 4:06  |
|     |                                                                    |       |
| 11. | „Przy tobie sama” (muz. Jan Hnatowicz, sł. Andrzej Sikorowski)     | 4:25  |
|     |                                                                    |       |
| 12. | „Nie patrz na to miła” (muz. i sł. Andrzej Sikorowski)             | 3:29  |
|     |                                                                    |       |
| 13. | „Jeść, pić, kochać” (muz. i sł. Andrzej Sikorowski)                | 4:17  |
|     |                                                                    |       |
|     |                                                                    | 51:55 |
|     |                                                                    |       |